# Пінсон (рід птахів)
Пі́нсон  (Aimophila) — рід горобцеподібних птахів родини Passerellidae. Представники цього роду мешкають в Північній Америці.

## Види
Виділяють три види:
- Пінсон рудий (Aimophila rufescens)
- Пінсон рудоголовий (Aimophila ruficeps)
- Пінсон чорнодзьобий (Aimophila notosticta)

## Етимологія
Наукова назва роду Aimophila походить від сполучення слів дав.-гр. αιμος — хащі і дав.-гр. φιλος — любитель.